# Малверн (Њујорк)
Малверн (енгл. Malverne) град је у америчкој савезној држави Њујорк.

## Демографија
По попису из 2010. године број становника је 8.514, што је 420 (-4,7%) становника мање него 2000. године.
| Група             | 2000.         | 2010.         |
| Белци             | 7.887 (88,3%) | 7.066 (83,0%) |
| Афроамериканци    | 154 (1,7%)    | 281 (3,3%)    |
| Азијати           | 277 (3,1%)    | 354 (4,2%)    |
| Хиспаноамериканци | 537 (6,0%)    | 736 (8,6%)    |
| Укупно            | 8.934         | 8.514         |